# Perspectiva curvilínea

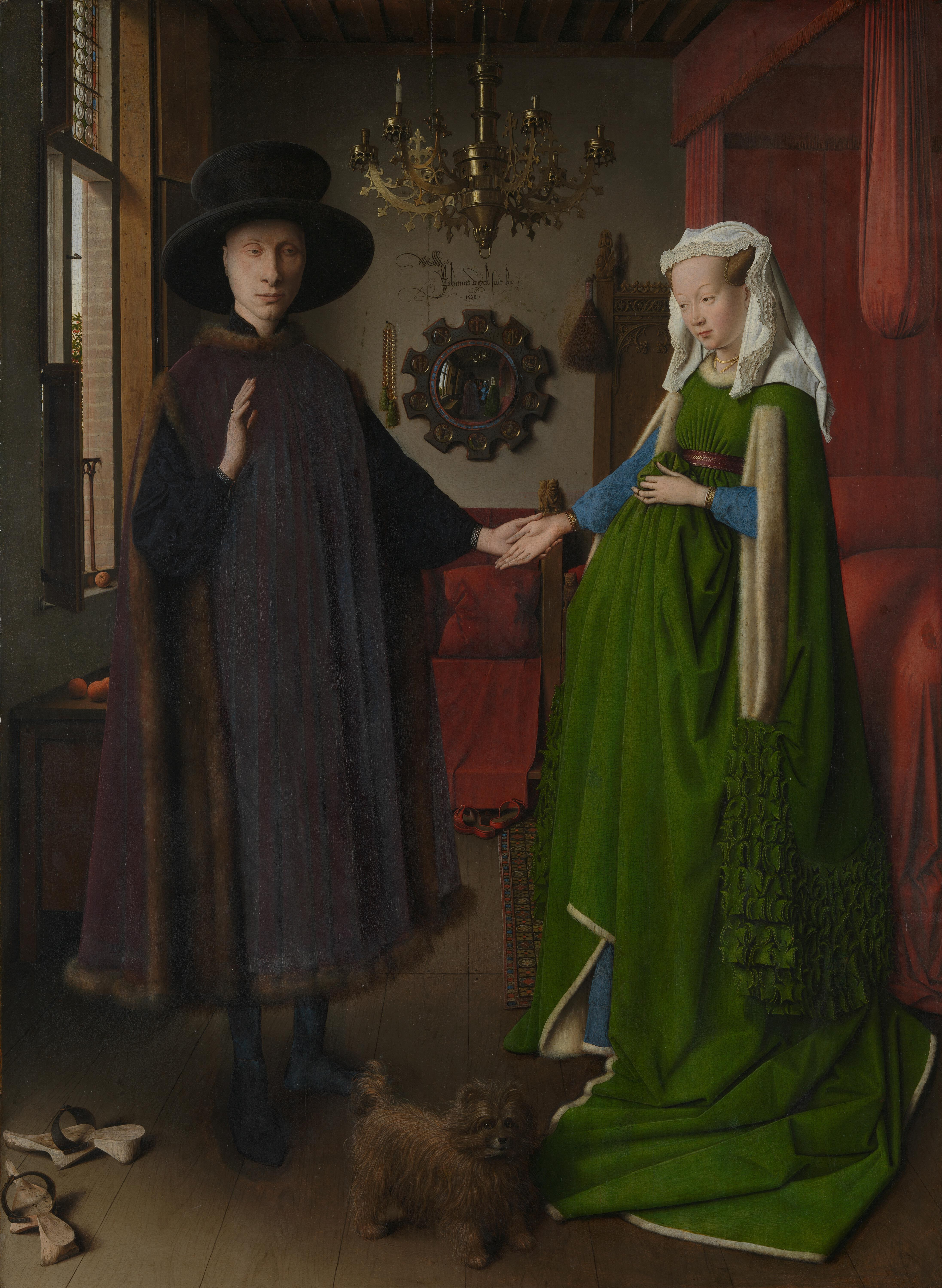
Na pintura de Jan van Eyck, o espelho ao fundo contém um processo de perspectiva curvilínea.

Distorção curvilínea em forma de almofada

Perspectiva curvilínea é uma processo gráfico usado para desenhar objetos em uma superfície plana, com a intenção de criar a sensação de que se está a observar uma superfície curva. Artistas como Jan van Eyck e Escher desenvolveram trabalhos com esse tipo de representação.
Em 1968 um processo curvilíneo foi codificado pelos artistas e historiadores André Barre e Albert Flocon, no livro La Perspective curviligne, que foi traduzido em Inglês em 1987 como Curvilinear Perspective: From Visual Space to the Constructed Image.

Objeto em perspectiva curvilínea

Objeto representado com pontos de fuga

## Informações
Em 1959, Flocon adquiriu uma cópia do Grafiek en tekeningen de Maurits Cornelis Escher que o impressionou fortemente pelo uso de perspectiva curva e inclinada. Esse trabalho influenciou a teoria que Flocon e Barre estavam desenvolvendo. Posteriormente Escher declarou que Flocon era uma "alma gêmea".

## Horizonte e pontos de fuga
O sistema utiliza linhas de perspectiva curvas em vez de linhas retas convergentes, numa tentativa teórica de aproximar o desenho à curvatura da retina do olho. Os autores acreditavam que isso imprimiria maior precisão do que a perspectiva linear tradicional, a qual utiliza linhas retas, que distorcem as bordas.